# Ilinca Băcilă
Maria Ilinca Băcilă (n. 17 august 1998, Târgu Mureș, România) este o cântăreață română.

## Viața
Ilinca s-a născut în Târgu Mureș, dar locuiește la Cluj-Napoca. Ea studiază muzica de la vârsta de 7 ani, iar la doar 14 ani a participat la "X Factor" ca membră a unei trupe de fete, reușind să ajungă până în galele live. La doi ani după participarea la "X Factor", artista urcă pe scena "Vocea României", unde face parte din echipa Loredanei Groza și unde ajunge până în semifinale.

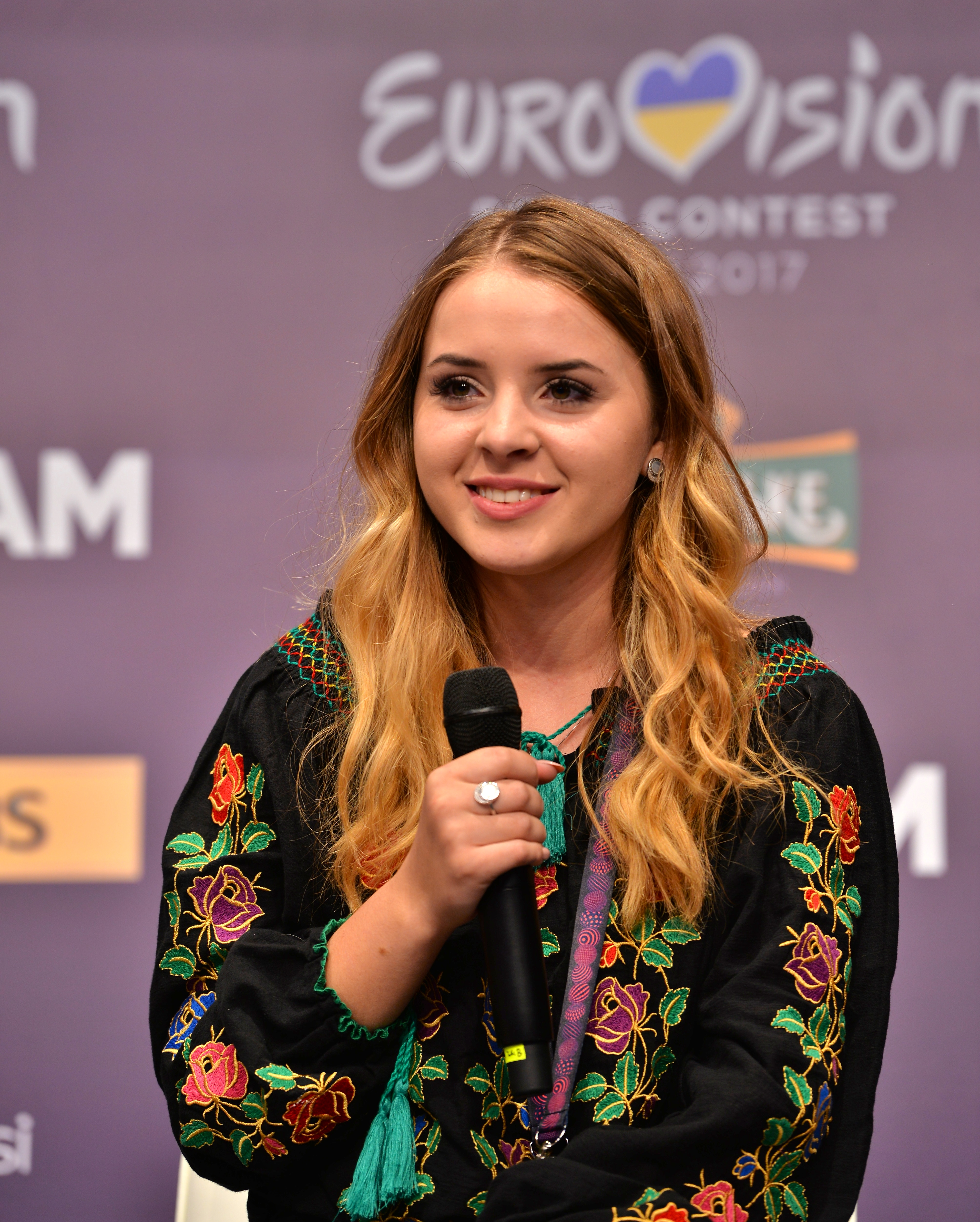
Ilinca Băcilă la Kiev (2017)

După ce s-a făcut remarcată la "X Factor" și la "Vocea României", Ilinca începe colaborarea cu mai multe instituții de cultură din țară, precum Filarmonica Iași, Opera Română Cluj și Teatrul Dramatic Brașov.
La începutul anului 2017, Ilinca Băcilă colaborează cu Alex Florea și prezintă melodia "Yodel it", piesa înscrisă la Selecția Națională Eurovision România 2017. Melodia compusă de Mihai Alexandru și Alexa Niculae a cucerit publicul și juriul, astfel că "Yodel it" a câștigat finala concursului, iar Ilinca și Alex au reprezentat România la Concursul Muzical Eurovision 2017. Piesa s-a calificat în urma semifinalelor de la Kiev, câștigând apoi locul 7 în finală, cea mai bună performanță a României din 2010.